# Bactrocera popondettiensis
Bactrocera popondettiensis är en tvåvingeart som beskrevs av Drew 1989. Bactrocera popondettiensis ingår i släktet Bactrocera och familjen borrflugor. Inga underarter finns listade.